# The Misconceptions of Us
The Misconceptions of Us é o primeiro álbum de compilação e versão repagina do terceiro álbum de estúdio da boy band sul-coreana Shinee, que foi dividido em duas partes, sendo a primeira Dream Girl – The Misconceptions of You e a segunda Why So Serious? – The Misconceptions of Me. Foi lançado em 8 de agosto de 2013, sob o selo da gravadora SM Entertainment e distribuído pela KMP Holdings.
Além das canções de "Dream Girl (Chapter 1. / Chapter 2.)", o álbum contém duas canções inéditas Selene 6.23 e Better Off, totalizando 20 faixas. Selene 6.23 foi escolhida como faixa-título do álbum, liderando as paradas de muitos portais de música após o lançamento.

## Lista de faixas
| Disc 1         |                                                                  |                        |                                                                         |         |  |
| N.º            | Título                                                           | Letras                 | Música                                                                  | Duração |  |
| 1.             | "Spoiler"                                                        | Jonghyun               | Pegasus, Thomas Troelsen                                                | 3:31    |  |
| 2.             | "Dream Girl"                                                     | Jun Gan-di, Minho      | Hyuk Shin, Jordan Kyle, Ross Lara, Dave Cook, DK, Anthony "TC" Crawford | 3:00    |  |
| 3.             | "히치하이킹" (Hitchhiking)                                       | Kim Bu-min             | Anne Judith Wik, Will Simms, Hitchhiker                                 | 4:07    |  |
| 4.             | "Punch Drunk Love"                                               | Jun Gan-di             | Crichlow, Thomas Troelsen, Herbert St. Clair                            | 3:39    |  |
| 5.             | "Girls, Girls, Girls"                                            | Jun Gan-di, Minho, Key | Lucas Secon, Thomas Troelsen, Mikkel Remee Sigvardt                     | 2:46    |  |
| 6.             | "방백" (Aside)                                                   | Hwang Hyun, Minho      | Hwang Hyun                                                              | 3:44    |  |
| 7.             | "아름다워" (Beautiful)                                           | Cha Yong-un, Minho     | DOM, Cha Yong-un, Andrew Choi, Teddy Riley, Richard Garcia              | 3:10    |  |
| 8.             | "다이너마이트" (Dynamite)                                        | Kim Bu-min, Minho      | Hitchhiker                                                              | 3:39    |  |
| 9.             | "Runaway"                                                        | Kim Young-hoo          | Kim Young-hoo, Dennis White, Jovan Rangel                               | 3:10    |  |
| 10.            | "Selene 6.23" (너와 나의 거리 (The Distance Between You And Me)) | Jonghyun               | Yiruma, 2Face, Kim Taesung                                              | 4:10    |  |
| Duração total: | Duração total:                                                   | Duração total:         | Duração total:                                                          | 34:56   |  |

| Disc 2         |                                               |                                                                    |                                                                                  |         |  |
| N.º            | Título                                        | Letras                                                             | Música                                                                           | Duração |  |
| 1.             | "Nightmare"                                   | Kim Bo Min                                                         | Hitchhiker                                                                       | 3:37    |  |
| 2.             | "Why So Serious?"                             | Kenzie                                                             | Kenzie, Kim Cheong Bae, Andrew Choi                                              | 3:40    |  |
| 3.             | "Shine" (Medusa I)                            | Misfit, Choi Minho                                                 | Teddy Riley, Red Rocket, Kim Tae Seong, Andrew Choi                              | 3:49    |  |
| 4.             | "오르골" (Orgel)                              | Jonghyun, Choi Minho                                               | Iain James Farquharson, Christoper Lee-Joe, Mikko Paavola, Philipe-Marc Anquetil | 3:26    |  |
| 5.             | "Dangerous" (Medusa II)                       | Jo Yun Kyeong, Jonghyun                                            | Teddy Riley, Red Rocket, Kim Tae Seong, Andrew Choi                              | 3:32    |  |
| 6.             | "Like a Fire"                                 | Min Yeong Jae                                                      | Thomas Troelsen, Herbert St. Clair, Crichlow                                     | 3:42    |  |
| 7.             | "Excuse Me Miss"                              | Kim Bo Min, Choi Minho                                             | Amanshia Nunoo, Dwayne Fyne, Ryan Jhun                                           | 3:42    |  |
| 8.             | "Evil"                                        | Kenzie, Fridolin Nordsoe Schjoldan, Frederik Tao Nordsoe Schjoldan | Kenzie, Fridolin Nordsoe Schjoldan, Frederik Tao Nordsoe Schjoldan               | 3:27    |  |
| 9.             | "떠나지 못해 (Can't Leave)" (Sleepless Night) | Shim Changmin, Choi Minho                                          | Im Kwang Ok, Matthew Tishler                                                     | 4:41    |  |
| 10.            | "Better Off" (버리고 가 (Leave Me And Go))    | Jonghyun                                                           | Bardur Haberg, Jenson David Aubrey Vaughan                                       | 4:00    |  |
| Duração total: | Duração total:                                | Duração total:                                                     | Duração total:                                                                   | 37:36   |  |

## Desempenho nas paradas
| País          | Gráfico                 | Posição |
| ------------- | ----------------------- | ------- |
| Coreia do Sul | Gaon Weekly album chart | 4       |
| Japão         | Oricon Albums Chart     | 17      |

| "Selene 6.23" | 9  | 13 |
| "Better Off"  | 44 | 55 |

## Vendas e certificações
| Parada              | Quantidade |
| ------------------- | ---------- |
| Gaon physical sales | 47,098+    |